# Ryan Guy
Ryan Guy (Carlsbad, 5 settembre 1985) è un ex calciatore statunitense, di ruolo centrocampista.

## Carriera

### Club

#### Inizi
Inizia la sua carriera nelle riserve del Colorado Rapids per poi passare al Southern California Fusion nella USL Premier Development League.

#### Saint Patrick's Athletic
Nel 2006 viene inserito tra i nomi della SuperDraft, passando di fatto al FC Dallas. Nonostante ciò, rifiutò il contratto offertogli dal Dallas, poiché egli prese la decisione di fare carriera in Europa. Nell'estate dello stesso anno iniziò a prendere parte a diversi provini, due dei quali al Crystal Palace e all'Hannover 96, e nel febbraio del 2007 si trasferisce a titolo definitivo al club irlandese del Saint Patrick's Athletic.
Ha fatto il suo debutto in campionato il 6 aprile 2007, subentrando al minuto 83 contro il Galway United. Il 17 luglio 2008 entra nella storia del St. Patrick's Athletic, in quanto segna il primo gol in assoluto del club in una competizione europea, in questo caso la Coppa UEFA, contro l'Olimps Riga, vincendo di conseguenza la prima partita in una competizione europea. Anche in campionato si dimostra un'arma vincente, in quanto il 18 ottobre 2008, segna una tripletta nel derby del sud di Dublino contro lo Shamrock Rovers, vinto per 3-1.
Grazie alle sue prestazioni nel 2009 è stato classificato tra i migliori calciatori statunitensi militanti in Europa. Attualmente detiene il record di presenze in Coppa UEFA nel club.

#### New England Revolution
Nel gennaio del 2011, ha lasciato il St. Patrick's per ragioni ignote, probabilmente per "motivi personali". Al suo ritorno negli Stati Uniti si unisce al New England Revolution.

### Nazionale
Nell'agosto del 2012 sceglie di far parte della Nazionale di calcio di Guam, in quanto i suoi genitori sono originari del posto.

## Palmarès

### Club

#### Competizioni nazionali
- North American Soccer League (2011): 1

S.A. Scorpions: 2014